# Divize C 2016/2017
V soubojích 52. ročníku České divize C 2016/17 se utká 16 týmů dvoukolovým systémem podzim - jaro. Tento ročník odstartoval v sobotu 13. srpna 2016 úvodními pěti zápasy 1. kola. A skončil v neděli 18. června 2017

## Nové týmy v sezoně 2016/17
- Z ČFL 2015/16 sestoupily týmy FK Čáslav a FK Kolín.
- Z krajských přeborů postoupila tato mužstva: TJ Sokol Kratonohy a FK Náchod z Královéhradeckého přeboru, TJ Spartak Chrastava z Libereckého přeboru, FC Přední Kopanina z Pražského přeboru, Sportovní sdružení Ostrá ze Středočeského přeboru a dále FK Pardubice "B" z Pardubického přeboru.

## Kluby podle přeborů
- Královéhradecký (4): FK Náchod, TJ Dvůr Králové nad Labem, MFK Trutnov, TJ Sokol Kratonohy.
- Pardubický (5): TJ Jiskra Ústí nad Orlicí, SK Vysoké Mýto, TJ Sokol Živanice, FK Letohrad, FK Pardubice "B".
- Liberecký (2): FK Turnov, TJ Spartak Chrastava.
- Středočeský (4): FK Čáslav, SK Sparta Kutná Hora, FK Kolín, Sportovní sdružení Ostrá.
- Praha (1): FC Přední Kopanina.

## Konečná tabulka soutěže
| Poř. | Tým                          | Z  | V  | VP | PP | P  | VG | OG | B  |
| ---- | ---------------------------- | -- | -- | -- | -- | -- | -- | -- | -- |
| 1.   | TJ Jiskra Ústí nad Orlicí    | 30 | 21 | 2  | 2  | 5  | 56 | 20 | 69 |
| 2.   | TJ Sokol Živanice            | 30 | 18 | 4  | 2  | 6  | 76 | 33 | 64 |
| 3.   | FK Čáslav (S)                | 30 | 15 | 5  | 5  | 5  | 65 | 35 | 60 |
| 4.   | SK Vysoké Mýto               | 30 | 16 | 3  | 5  | 6  | 52 | 27 | 59 |
| 5.   | FK Kolín (S)                 | 30 | 15 | 5  | 3  | 7  | 49 | 31 | 58 |
| 6.   | Sportovní sdružení Ostrá (N) | 30 | 11 | 5  | 4  | 10 | 41 | 30 | 47 |
| 7.   | FK Letohrad                  | 30 | 11 | 5  | 3  | 11 | 35 | 39 | 46 |
| 8.   | TJ Dvůr Králové nad Labem    | 30 | 11 | 5  | 2  | 12 | 41 | 48 | 45 |
| 9.   | FK Turnov                    | 30 | 12 | 3  | 3  | 12 | 58 | 61 | 45 |
| 10.  | FK Pardubice "B" (N)         | 30 | 11 | 2  | 5  | 12 | 54 | 55 | 42 |
| 11.  | TJ Spartak Chrastava (N)     | 30 | 10 | 4  | 3  | 13 | 58 | 65 | 41 |
| 12.  | MFK Trutnov                  | 30 | 11 | 1  | 2  | 16 | 49 | 60 | 37 |
| 13.  | TJ Sokol Kratonohy (N)       | 30 | 10 | 1  | 5  | 14 | 50 | 49 | 37 |
| 14.  | FC Přední Kopanina (N)       | 30 | 7  | 3  | 2  | 18 | 37 | 71 | 29 |
| 15.  | SK Sparta Kutná Hora         | 30 | 6  | 2  | 5  | 17 | 23 | 58 | 27 |
| 16.  | FK Náchod (N)                | 30 | 2  | 3  | 2  | 23 | 34 | 96 | 14 |

Poznámky:
- Z = Odehrané zápasy; V = Vítězství; R = Remízy; P = Prohry; VG = Vstřelené góly; OG = Obdržené góly; B = Body

|  | Postup do ČFL                           |
|  | Sestup do příslušného krajského přeboru |